# 天津东莱银行大楼
天津东莱银行大楼是东莱银行在中国天津建造的分行大楼，位于和平路287号，始建于1930年。作为天津租界时代留存下来的重要建筑之一，该建筑目前是天津市文物保护单位和重点保护等级历史风貌建筑。

## 历史
东莱银行成立于1918年2月，为实业家刘子山开办的民营金融机构，总行最初设在青岛。天津分行成立于1919年3月1日，为天津办事处升格而成，临时聘高樾栽为经理，行址最初设于宫北信成里，不久迁至东门外宫北大街狮子口胡同。1923年，东莱银行改组为股份有限公司，史韵笙任天津分行经理。1925年，天津分行自宫北大街迁至劝业场附近。1926年，东莱银行总行由青岛迁至天津。同年5月经理史韵笙病故。次年，原中国银行长春分行行长薛赞庭（薛秉琛）接任津行经理。
1930年，东莱银行在法租界杜总领事路（法語：Rue du Chaylard，今和平路）建设新的银行大楼，由德国设计师贝伦德（德語：Karl Behrendt）设计，大楼建成后东莱银行从宫北大街旧址迁入新楼。1933年9月，东莱银行总行迁至上海，津行改为分行。1937年至1945年抗战期间，东莱银行处于业务紧缩状态，期间董事长刘子山一直居住于天津分行大楼内，直至1948年搬迁至上海。1946年7月，刘筱岩经薛赞庭推荐接任天津分行经理。
1951年10月1日东莱银行加入全国金融业第一联营总管理处，天津分行同中国垦业银行、中孚银行等行于11月在天津成立第一联营总管理处业务委员会京津分会。1952年12月15日，东莱银行天津分行并入公私合营银行天津分行，其分行大楼移交给天津市房产公司。此后，天津煤气设计院曾在该楼内办公。1962年4月1日，该楼内开设天津科学宫。现为天津银行、天津市科协所使用。1997年6月2日，该建筑被天津市人民政府列为天津市文物保护单位，2009年4月3日，被天津市人民政府列为重点保护等级历史风貌建筑。

## 建筑
天津东莱银行大楼位于承德道和平路路口北侧，占地10亩，建筑面积6486平方米，整体分为两个功能区，东侧为银行营业区域，西侧为刘家住宅。该建筑为三层混合结构楼房，局部四层，三层为配方柱廊的阁楼层，外立面为混水墙面。在主入口两侧设有贯通两层的科林斯柱廊，而入口处的阁楼层上设有重檐圆形塔楼，檐部设有山花，室内大厅内设有彩色水磨石地面、大理石护墙板。是一座具有典型仿希腊古典复兴建筑特征的折中主义建筑。
主入口上方原有“东莱银行”四字，为郑孝胥所题写。现为“科学宫”三字，为郭沫若所题写。

## 内部链接
- 东莱银行